# Johann Trier
Johann Trier (* 2. September 1716 in Themar; † 6. Januar 1790 in Zittau) war ein deutscher Organist und Komponist.

## Leben
Johann Trier schrieb sich am 2. Juni 1741 an der Universität Leipzig zum Studium der Theologie ein. Er nahm aber auch, wie viele Studenten, rege am Leipziger Musikleben teil und war möglicherweise auch für kurze Zeit Schüler von Johann Sebastian Bach (1685–1750). In dem von Georg Philipp Telemann (1681–1767) gegründeten und später von Bach geleiteten Collegium musicum spielte er Violine und Cembalo. Am 1. Mai 1746 wurde er in der Nachfolge Carl Gotthelf Gerlachs (1701–1761), wahrscheinlich für etwa ein Jahr, Leiter des Collegium musicum.
1750 bewarb sich Trier um die Nachfolge von Johann Sebastian Bach als Thomaskantor. Neben ihm bewarben sich Carl Philipp Emanuel Bach (1714–1788), Johann Gottlieb Görner (1697–1778), August Friedrich Graun (1698/99–1765) und Johann Ludwig Krebs (1713–1780) sowie Johann Gottlob Harrer (1703–1755). Der Leipziger Rat entschied sich für Johann Gottlob Harrer.
Erfolgreicher war Johann Trier in Zittau. 1753 waren es außer Trier acht Kandidaten, unter ihnen die Bachsöhne Carl Philipp Emanuel und Wilhelm Friedemann (1710–1784), für die Stelle als Organist an St. Johannis und Musikdirektor in Zittau. Anziehungspunkt war hierbei vor allem die von Gottfried Silbermann 1744 fertiggestellte Orgel, die allerdings im Siebenjährigen Krieg 1757 bei der Belagerung Zittaus zerstört wurde. Trier erhielt die Stelle, trat sie 1754 an und behielt sie bis zu seinem Lebensende.
In Zittau unterrichtete er auch. Zu seinen Schülern in Zittau, die später Bedeutung erlangten, zählten Johann Gottfried Schicht (1753–1823) und Johann Gottlob Schneider der Ältere (1753–1840).

## Werk
Trier komponierte eine Reihe von Polonaisen und Präludien für Klavier und für Orgel. Er schrieb auch mindestens zwei Jahreszyklen an Kantaten im spätbarocken polyphonen Stil.

### Kantaten
- Ach das die Hülfe aus Zion OCLC 698545787
- Also hat Gott die Welt geliebt OCLC 698545787
- Entbrannter Andacht helle Flammen, Kantate am ersten heiligen Pfingstfeiertage RISM ID: 211005361
- Götter Gott, erhabnes Wesen Dank-Kantate für zwei Soli, gemischten Chor und Orchester OCLC 935610654 Moderne Ausgabe im Verlag Merseburger, Kassel, 2013 OCLC 890935558
- Ich vergesse, was dahinten ist, Kantate zum Himmelfahrtstag OCLC 1197353383, moderne Ausgabe im Verlag Merseburger, Kassel, 2019 OCLC 1183027612
- Wir haben ein festes prophetisches Wort, Kantate zum 1. Advent, für vier Soli (SSAT), vierstimmig gemischten Chor, 2 Oboen, 2 Hörner, 2 Trompeten in B, Pauken, Streicher und Fondamento, moderne Ausgabe im Verlag Merseburger, Kassel, 2018 OCLC 1187502617

### Klavierwerke
- Sechs Polonaisen OCLC 38939004